# Джур (река)
Джур или Суе Джур е река в република Южен Судан. Течението ѝ минава през южносуданските територии Бахър ал Газал и Екватория. С дължина от 485 km, тя тече в посока север – североизток и достигайки западната част на Суд се влива в река Бахър ал Газал. Джур спада към водосборния басейн на река Нил, защото Бахър ал Газал, чийто приток е, от своя страна се влива в Бели Нил.
Джур е изследвана за първи път от уелския минен инженер Джон Петрик, който в периода 1848 – 1864 е назначен на длъжността британски консул в Судан. Между 1897 и 1898 течението на реката е подробно проучено от френския пътешественик Жан-Батист Маршан, който извършва първото пресичане на Африка от запад на изток.
По течението на Джур е разположена столицата на провинция Западен Бахър ал Газал Уау.
Горното течение на Джур често се нарича Суе, а цялата река Суе Джур. Думата „джур“ на езика динка означава чужд и се използва за племето джурчол, чието име буквално означава „не-динка“.